# Штёбе, Ильза
Ильза Штёбе (нем. Ilse Stöbe, 17 мая 1911 года, Берлин — 22 декабря 1942, там же) — журналистка, участница немецкого движения Сопротивления, агент советской военной разведки (оперативные псевдонимы «Арним», «Альта»).

## Биография
Ильзе Фрида Гертруд Штёбе родилась в Берлине 17 мая 1911 года. Отец ушёл из семьи и Ильзе вместе с братом Куртом от первого брака матери воспитывались одной матерью. Окончила народную школу и торговое училище, по окончании курсов секретарей-стенографисток с 1929 года работала в издательском концерне Mosse, сначала в рекламном отделе, а затем секретарём главного редактора газеты Berliner Tageblatt Теодора Вольфа, одного из основателей Немецкой демократической партии. В дальнейшем занималась журналистикой. Член Коммунистической партии Германии.

### Разведывательная деятельность
Сотрудничество с советской разведкой начала в 1931 году, занималась сбором и обработкой политических сведений. После прихода к власти национал-социалистов для конспирации вступила в НСДАП. С 1932 по 1939 годы работала корреспондентом немецких и швейцарских газет в Варшаве, откуда выезжала в другие страны. Изначально с 1930 года Штёбе входила в разведгруппу Рудольфа Гернштадта, с которым познакомилась во время работы в газете. Гернштадт в 1930 году вступил в Коммунистическую партию Германии, где числился под именем Фридриха Брокмана, и с того же времени стал добровольно работать на советскую разведку под псевдонимом Арбин. С Гернштадтом Ильзе Штёбе была помолвлена.
В советской разведке Штёбе получила псевдоним Арним. Во время поездки Гернштадта в Прагу в июне-ноябре 1930 года стала работать непосредственно с советским резидентом в Берлине Яковом Брониным, который был ей представлен как «доктор Бош». Бронин так характеризовал Ильзе:

Беспартийная. Симпатизирует коммунистической партии. Работает с нами по убеждению. По профессии секретарь-машинистка главного редактора «Берлинер Тагеблатт» Теодора Вольфа. Связи ограничены составом редакционных работников. Главная связь — хорошие отношения с Вольфом, который ей доверяет и многое рассказывает.

После увольнения (по причине еврейской национальности) и бегства за границу Вольфа, Штёбе переехала в Бреслау, где поступила на работу в газету «Бреслауер Нойесте Нахрихтен».
На Олимпийских играх, которые проходили в Берлине в 1936 году, познакомилась с главным редактором швейцарской газеты Рудольфом Хубером, который сделал ей предложение руки и сердца. В 1938 году, однако, он серьёзно заболел и в 1940 году скончался у неё на руках. Хубер завещал ей всё своё имущество. Родственники покойного, не согласные с его решением, подали в полицию заявление, обвинив её в шпионаже в пользу Польши. Чтобы избежать скандала, Ильзе отдала им издательство.
В 1938 году по рекомендации немецкого посольства в Варшаве и местной организации НСДАП стала корреспондентом газеты Frankfurter General-Anzeiger в Польше. В этот период Гернштадт создавал в Варшаве советскую нелегальную резидентуру. Штёбе получила в ней псевдоним «Альта».
Участвовала в вербовке сотрудника МИДа Рудольфа фон Шелиа (оперативный псевдоним «Ариец»). Благодаря протекции Шелиа Ильза в марте 1940 получила место в пресс-службе МИД Германии, параллельно работая в отделе рекламы завода Lingner в Дрездене. Оставалась связной между Шелиа и несколькими другими агентами и московским Центром, фактически возглавляла разведывательную группу с радистом Куртом Шульце. В конце декабря 1940 «Альта» передала в Москву полученную от «Арийца» информацию о разработке в Германии плана вторжения в СССР «Барбаросса». Вышла замуж за журналиста Карла Хельфриха.
В результате полученных радиоперехватов гестапо в 1942 вышло на след Штёбе и арестовало её в день помолвки, 12 сентября 1942. Вскоре в её квартире в Шарлоттенбурге был арестован советский разведчик Генрих Кёнен, прибывший из Москвы для установления с ней связи.
14 декабря 1942 года предстала перед судом. Несмотря на применявшиеся к ней на допросах пытки, Штёбе никого не выдала, была приговорена к смертной казни и казнена на гильотине в берлинской каторжной тюрьме Плётцензее. Вид казни определил лично Гитлер. Вместе с ней были осуждены Рудольф фон Шелиа, Харро Шульце-Бойзен, Арвид Харнак, Курт Шумахер, Иоганнес Грауденц и другие. Всего по этому делу, названному нацистами «Красной капеллой» были казнены 46 человек.
Мать Ильзе была отправлена в концлагерь Равенсбрюк, где скончалась в 1943 году. Брат Курт был казнён в 1943 году за участие в Сопротивлении.

## Награды
- Орден Красного Знамени (06.10.1969, посмертно)[2]

## Видео
- «Альта» против Рейха на YouTube